# 缺宅男女
《缺宅男女》（英語：L'Escargot，前名《抉宅男女》）是香港電視廣播有限公司拍攝製作的時裝電視劇，主要講述香港人在樓價高企下的生活，全劇共30集，由苗僑偉、鍾嘉欣、謝天華、郭羨妮及吳卓羲領銜主演，並由滕麗名、黃智雯、羅仲謙、梁烈唯、賈曉晨、陳自瑤及盧宛茵聯合演出，監製張乾文。本劇為2011無綫節目巡禮場刊版劇集之一，2010年以單機拍攝，於2012年播映。
此劇題材以寫實為主，以香港房屋問題為主線，除了講述香港樓市高企外，也針對其他層面，如居屋問題、市民輪候申請公屋、地產商收購舊樓重新發展、唐樓遭縱火等。另外，2010年拍攝的時候，描述的是「套房」，2011年至2012年熱烈議論的卻是「劏房」，失去原有的意思。幕後、編、導、演曾指本劇原於2011年8月播出，卻被無綫高層延遲了五個月，直到2012年1月才播映，處境設計變得有欠尖銳。不過，由於播映期間香港樓價仍然高企，劇情關於缺宅的苗僑偉、鍾嘉欣、郭羨妮、吳卓羲、黃智雯、羅仲謙及梁烈唯讓不少香港人產生共鳴，因此此劇沒有因延遲播映而造成太大的影響，反應相當理想。
此劇與劇集《蝸居》雷同。監制張乾文找來苗僑偉及郭羡妮扮演與中國內地劇集《蝸居》劇中的「海萍夫婦」相近的角色，吳卓羲與謝天華分別飾演的角色與《蝸》劇的「小貝」和「宋思明」相似，滕麗名則飾謝天華的太太，而女主角「海藻」則指定由當家花旦鍾嘉欣出演。此外，鍾嘉欣、謝天華及吳卓羲在劇中的三角關係錯綜複雜，鍾嘉欣則是首次與吳卓羲飾演情侶，備受關注，本節目由柏賽羅奶粉贊助。

## 官方資料與實際劇情的差別
| 事項                     | 官方網站資料 | 播出劇情 | 備註   |
| ------------------------ | --- | --- | ------ |
| 關嘉樂與丁冠峰之拍拖年份 | 一年 | 多年 | 第17集 |
| 施朗翹之年齡             | 30歲 （按劇集背景為2010年計算，即於1980年出生） | 1997年前已婚 （即代表17歲或之前已結婚，故不合情理）                                                                    | 第1集  |
| 關嘉榮與卜瓊之關係       | 關嘉榮愛上同事卜瓊，為打動對方而勤懇工作和將工資交給對方保管，最終成功打動對方。卜瓊為父親要求關嘉榮置業才可與其女兒一起，因此先註冊結婚，再申請公屋，卻令雙方家長晴天霹靂 | 卜瓊一直單戀關嘉榮，並主動追求，但遭關嘉榮拒絕，後來才因兩情相悅而結婚及申請公屋。卜瓊的父母早已去世，一直由其姨母照顧 | 第16集 |

## 劇集概要
香港人勞碌大半生，就是為了實現買樓置業的夢想。裝修判頭關嘉安（苗僑偉飾）為讓家人有更舒適的居住環境而把公屋轉為居屋，適逢樓市暢旺加上收入豐厚，安終如願以償。然而，家人的煩惱讓安置業的夢想變得遙遙無期。由於安經常過分為母親及弟妹設想及付出而在不知不覺間牽連到妻子施朗翹（郭羨妮飾）。翹不但要由家庭主婦變回上班族，二人更逼不得已與女兒分開居住。
二哥關嘉康（梁烈唯飾）因居住的唐樓收購問題成為「釘子戶」，而導致腳傷更差點喪命。幸家人愛之心切，讓康搬回老家一同居住。自私貪婪的妻子婁笑蘭（黃智雯飾）卻慫恿丈夫使計謀取家人的居屋......
三妹關嘉樂（鍾嘉欣飾）年輕有為，是四兄弟姊妹中學歷最高的一個，大學畢業後任職地產推廣策劃經理，並與男友丁冠峰（吳卓羲飾）的感情穩定。樂為減輕長兄安的負擔及助他提早實現夢想而投靠地產富商高宏瞻（謝天華飾）。在樂與峰踏入談婚論嫁的階段時，瞻卻竟乘人之危，哄樂與他發生關係，事後更被峰識破。峰無法接受樂出軌，怒然提出取消婚約並分手，輾轉與瞻之妹高采貽（賈曉晨飾）展開新戀情。另一邊廂，瞻妻子李蔓華（滕麗名飾）難忍丈夫不忠。樂與瞻的關係被華撞破後，華命令樂離開瞻公司並警告她不要再與其會面，五人關係變得糾纏不清......
四弟關嘉榮（羅仲謙飾）是典型「月光族」，屢次失業後，終於在妻子卜瓊（陳自瑤飾）協助下成功找到一份穩定的工作，但卻被她的守則定律給束縛，完全沒有私人空間及人生樂趣，榮因此感到厭倦......
安的母親張美玲（盧宛茵飾）是眾兄弟姊妹的最強後盾，故此眾兄弟姊妹各自為著事業或愛情的問題而煩惱時，這個家總能解決重重難關。可惜美玲最後卻中風去世，四兄弟姊妹的感情亦再次受到考驗。

## 演員表

### 關家
| 演員   | 角色   | 關係／暱稱 | 年齡 |
| 盧苑茵 | 張美玲 | 家庭主婦 關嘉安、關嘉康、關嘉樂、關嘉榮之母 施朗翘、婁笑蘭、卜瓊之奶奶 關巧琳、關祖貴、關祖富之祖母 施逸文，钟佩瑤之親家 家住油塘高俊苑俊滿閣 與施朗翹、婁笑蘭均有婆媳紛爭 1936年出生 於第27集昏倒在地上，反應全無 於第28集（2010年）離世 | 74   |
| 苗僑偉 | 關嘉安 | 關師父、大佬安、阿安 裝修工人、判頭 1964年出生 張美玲之長子 關嘉康、關嘉樂、關嘉榮之兄 施朗翹之夫 婁笑蘭，卜瓊之大伯 施逸文，鍾佩瑤之女婿 關巧琳之父 關祖貴，關祖富之伯父 與施朗翹曾陷入離婚邊緣 1997年前曾居私樓「明月居」，遇97金融風暴後搬回舊居 於第4集因關嘉康腳傷而與高宏瞻反目，後於第8集與獲悉他請中醫師為其弟醫好腳傷而和好如初，並成為好友，但最後於第17集因舖租問題，及第18集從丁冠峰口中知悉關嘉樂與高宏瞻的關係，其妹的戀情被破壞而與高宏瞻決裂反目 於第5集因辛苦工作引致胃潰瘍及暴盲 鼎瞻集團翻新工程之二判 於第14集為安翹裝修公司之老闆 於第16集再代關嘉康負醫療費用，被妻子阻止 於第23集被捲入工業意外案及接贓罪 於第25集從李蔓華口中得知關嘉樂一直做人情婦 於第28集在街上暈倒，被途人發現送院救治，被醫生證實患了暴盲症 於第29集買下新界一間廢屋並進行裝修 於第30集被流氓擊中頭部，其後暴盲症康復                                                             | 46   |
| 郭羨妮 | 施朗翹 | 朗翹、大嫂 2003年曾因沙士被銀行裁員 轉職家庭主婦 後再為銀行職員 1970年出生 施逸文、施钟佩瑤之女 關嘉安之妻 關巧琳之母 關祖貴，關祖富之伯娘 張美玲之大媳婦 關嘉康、關嘉樂、關嘉榮之大嫂 婁笑蘭，卜瓊之妯娌 楊忠偉之下屬 於第9集搬到土瓜灣套房 炳伯之鄰居 於第15集與黃氏夫婦簽下臨時買賣合約，卻遭下封樓令，後來獲賠償十萬元 關嘉樂之密友，於第18集向關嘉安說出真相 | 40   |
| 梁烈唯 | 關嘉康 | 阿康、老二、關二哥、叻叻豬（婁笑蘭專用） 自僱貨櫃車司機 1979年出生 張美玲之次子 關嘉安之弟 關嘉樂、關嘉榮之兄 婁笑蘭之夫 關祖貴、關祖富之父 施朗翹之叔仔 關巧琳之二叔 卜瓊之二伯 婚後遇科網股爆破，居住位於紅磡區250呎的唐樓 也因衝突遭高宏瞻之下屬撞車受傷，於第4集患上情緒病 後患上燥狂症 百爪余之友 於第13集做小生意交易，後投資失敗 | 31   |
| 黃智雯 | 婁笑蘭 | 阿蘭、關二嫂、叻叻豬（關嘉康專用） 家庭主婦 1980年出生 關嘉康之妻 關祖貴、關祖富之母 張美玲之二媳婦 關嘉安之二弟婦 關嘉樂、關嘉榮之二嫂 施朗翹，卜瓊之妯娌 關巧琳之二嬸 有眾多兄弟姊妹，家住唐樓二樓 與關嘉康奉子成婚 因收購問題與高宏瞻為敵 後居於高俊苑俊滿閣，對關家人刻薄非常 一直鵲巢鳩占欲霸佔關家700呎的居所 於第8集與施朗翹和好 於第16集剖腹生產 | 30   |
| 鍾嘉欣 | 關嘉樂 | 阿樂、嘉樂、樂樂 大學畢業 於U&I公關顧問有限公司任職 為地產代理推廣策劃／地產客戶服務員 後轉職前線為地產經紀 于1985年出生 張美玲之女 關嘉安、關嘉康之妹 關嘉榮之姊 施朗翹，婁笑蘭之姑仔 卜瓊之姑奶 關巧琳、關祖貴、關祖富之姑姐 丁冠峰之前女友兼未婚妻 與丁冠峰拍拖一年 Mike之直轄下屬 高宏瞻之下屬 高采貽、李蔓華之情敵 於第2集與高宏瞻相遇 高宏瞻之暗戀對象 Victor、不少地產客人之傾慕對象 Randy之粉絲 於第12集對高宏瞻產生好感 於第13集生意失敗的關嘉康和為她而投資失敗的丁冠峰，欠下過百萬巨債 於第15集意亂情迷下與高宏瞻發生關係，後要求丁冠峰與其結婚 於第17集把與高宏瞻的關係告知施朗翹 於第18集丁冠峰知道他們有染而分手，也被取消婚約 於第19集搬離高俊苑獨居，後搬回 自第20集起成為高宏瞻之情婦 於第23集被李蔓華上門斥責 於第25集主動與高宏瞻再次發生關係 與高宏瞻維持曖昧關係 於第29集發現最愛的是丁冠峰而非高宏瞻，但退出讓愛 於第30集與高宏瞻分手 於第30集去澳洲讀書 | 25   |
| 羅仲謙 | 關嘉榮 | 阿榮、榮少（婁笑蘭專用） 預科畢業 薄餅店速遞員，後被解僱 曾在酒吧當侍應 後來得卜瓊之助，躋身高級會所當上接待員 1987年出生 張美玲之幼子 關嘉安、關嘉康、關嘉樂之弟 卜瓊之夫 施朗翹，婁笑蘭之叔仔 關巧琳、關祖貴、關祖富之孻叔 與關嘉樂感情較深厚 曾被關嘉康、關嘉樂誤會染上毒癮 於第10集失業 與卜瓊為歡喜冤家 於第16集被卜瓊逼婚 於第16集跟卜瓊註冊結婚，並立即以夫妻名義申請公屋 | 23   |
| 陳自瑤 | 卜 瓊  | 阿瓊 高級會所接待員 1988年出生 關嘉榮之妻 張美玲之小媳婦 關嘉安，關嘉康，關嘉樂之弟婦 施朗翹，婁笑蘭之妯娌 關巧琳、關祖貴、關祖富之孻嬸 一直討好奶奶張美玲 與關嘉榮為歡喜冤家 為關嘉榮理財 於第9集意外害關嘉榮被薄餅店解僱 於第14集向關嘉榮示愛，被拒絕 於第15集再度示愛 於第16集為關嘉榮之合法妻子 | 22   |
| 梁凱晴 | 關祖貴 | 貴貴 、阿貴 關嘉康、婁笑蘭之女 關祖富之姊 張美玲之孫女 關巧琳之堂姊 關嘉安、施朗翹、關嘉樂、關嘉榮、卜瓊之姪女 2001年出生 常欺負關巧琳及與其爭吵 把疥瘡傳染給關巧琳 就讀九龍聖善心小學 | 9    |
| 林淽諾 | 關巧琳 | 琳琳 關嘉安、施朗翹之女 張美玲之孫女 施逸文、施鍾佩瑤之外孫女 關祖貴之堂妹 關祖富之堂姊 關嘉康、婁笑蘭、關嘉樂、關嘉榮、卜瓊之姪女 2005年出生 於第6集患上疥瘡 於第9集暫居於施家 於第20集失蹤，後找回 | 5    |
|        | 關祖富 | 富富 關嘉康、婁笑蘭之子 張美玲之孫 關嘉安、施朗翹、關嘉樂、關嘉榮、卜瓊之姪 關祖貴之弟 關巧琳之堂弟 於第16集（2010年）出生 | 0    |

### 高家
| 演員   | 角色   | 關係／暱稱 | 年齡 |
| 夏 萍  | 陳 好  | 1932年出生 高宏瞻、高采貽之姨婆 李蔓華之姨奶奶 | 78   |
| 謝天華 | 高宏瞻 | Jim、奸人瞻（關嘉安專用） 地產商／鼎瞻集團之地產代理集團主席 中學畢業，早年任職地產經紀 1970年出生 高采貽之兄 陳好之姨甥孫 李蔓華之夫 丁冠峰之情敵 關嘉樂之上司 山區小孩之養父 迷戀關嘉樂，經常協助其解決困難 於第8集與關嘉安成為好友 於第15集將一筆資金予丁冠峰作投資之用，並大手推高股價助其賺取佣金 曾於第15集被誤認為在長沙因墜機事故遇難，後證實因搭乘晚班飛機而逃過一劫 於第16集向關嘉樂表白，並發生關係 自第20集起成為關嘉樂之情夫 後對關嘉樂由玩樂心態變為真感情 於第25集再次與關嘉樂發生關係 與關嘉樂維持曖昧關係 於第29集向關嘉樂求婚，被拒絕 於第30集自首入獄 | 40   |
| 滕麗名 | 李蔓華 | Mandy、高太、蔓華姐 息影明星 1980年出生 高宏瞻之妻 高采貽之嫂 陳好之姪孫媳婦 關嘉樂之情敵 卓先生之前女友 曾奪「最佳女配角」獎 與高宏瞻是互惠互利的婚姻關係 美容健康中心之老闆 山區小孩之養母 於第20集發現高宏瞻之婚外情 於第23集明查暗訪打擊關嘉樂 於第25集起與高宏瞻的婚姻破裂，曾提出離婚，後和好 於第26集接受人工受孕 於第29集小產 於第30集為救高宏瞻，被炳伯以玻璃瓶刺傷 | 30   |
| 賈曉晨 | 高采貽 | Joyce、阿貽 香港中文大學之學生 1987年出生 高宏瞻之妹 陳好之姨甥孫女 志願成為畫家 患有自閉症 章仁炳之追求對象 丁冠峰之好友 關嘉樂之情敵 於第14集對丁冠峰有好感 一直暗戀丁冠峰，卻自第19集起被其利用 於第26集成為丁冠峰之女友 | 23   |

### 施家
| 演員       | 角色   | 關係／暱稱 | 年齡 |
| Joe Junior | 施逸文 | 總編 1950年出生 钟佩瑤之夫 施朗翹之父 關嘉安之岳父 關巧琳之外祖父 张美玲之亲家公 关嘉康、关嘉乐、关嘉荣之姻世伯 與鍾佩瑤居住於九龍城區 | 60   |
| 白 茵      | 钟佩瑤 | 1953年出生 施逸文之妻 施朗翹之母 關嘉安之岳母 關巧琳之外祖母 张美玲之亲家母 关嘉康、关嘉乐、关嘉荣之姻伯母 與施逸文居住於九龍城區      | 57   |
| 郭羨妮     | 施朗翹 | 施逸文、钟佩瑤之女 參見關家 | 30   |

### 丁家
| 演員   | 角色   | 關係／暱稱 | 年齡 |
| 白 彪  | 丁 海  | 師傅 裝修判頭 1950年出生 王麗嬋之夫 丁冠峰、丁冠軍、丁冠芳之父 小紅之情夫， 並育有一子 關嘉安之師傅 嗜賭 | 60   |
| 陳曼娜 | 王麗嬋 | 阿嬋 1954年出生 丁海之妻 丁冠峰、丁冠軍、丁冠芳之母 於第6集暗中照顧丁海與小紅之子 | 56   |
| 吳卓羲 | 丁冠峰 | 大丁 信易投資有限公司之金融／股票經紀（於第19集被辭退） 1984年出生 丁海、王麗嬋之長子 丁冠軍、丁冠芳之兄 與丁海不咬弦 關嘉樂之前男友及未婚夫 與關嘉樂拍拖一年 高宏瞻之情敵 關嘉安、高采貽之好友 高采貽之暗戀對象 於第7集購下一居屋作家庭自住之用 為避免利益衝突，一直使用關嘉樂的戶口作投資之用 於第13集為幫助關嘉康，透過內幕消息炒股 以關嘉樂名義向WWW借貸 於第13集最後投資孖展失敗欠債，於14集更逃至離島避債 於第15集清還所有債項 於第16集答應關嘉樂求婚 於第17集末發現關嘉樂與高宏瞻的關係，知道女友變心嫌貧愛富而大受打擊，而於第18集提出分手 於第19集為鼎瞻集團之職員 先利用高采貽報復高宏瞻，後愛上了高采貽 於第28集撞車後失足跌下山失踪 於第29集被關嘉樂尋回獲救 於第30集選高采貽為終身伴侶 | 26   |
| 王東泰 | 丁冠軍 | 細丁 中學生 1993年出生 丁海、王麗嬋之次子 丁冠峰之弟 丁冠芳之兄 | 17   |
| 石天欣 | 丁冠芳 | 孻丁 中學生 1995年出生 丁海、王麗嬋之幼女 丁冠峰、丁冠軍之妹 | 15   |

### 鼎瞻集團地產代理公司
| 演員   | 角色     | 關係／暱稱 | 年齡 |
| 謝天華 | 高宏瞻   | Jim、高生 地產商、鼎瞻集團主席 於第3集收購唐樓作發展成為高級商業住宅之用 於第6集開出優厚條件望關嘉樂加盟旗下公司，卻被拒絕 於第9集命令下屬Peter把公關顧問有限公司納為轄下公關部門 參見高家 | 40   |
| 鍾嘉欣 | 關嘉樂   | 阿樂、樂樂、嘉樂 鼎瞻集團之職員 推廣策劃、客戶服務員 於第10集獲加薪50% 於第16集曾辭職，被高宏瞻安撫挽留 後轉職前線為地產經紀 參見關家                                                      | 25   |
| 梁健平 | 梁柏豪   | Ben 鼎瞻集團总经理 高宏瞻之下屬 負責收購舊樓 於第15集把高宏瞻曾幫助的事告知關嘉樂 於第30集受高宏瞻指示在炳伯屋內載水載電導致火警，後被捕                                                   |      |
| 吳卓羲 | 丁冠峰   | 大丁 金融、股票經紀 於第15集自薦為投資顧問 於第20集為鼎瞻集團之客戶部經理 參見丁家 | 26   |
| 蔡淇俊 | Kenny Ma | 鼎瞻集團之職員 高宏瞻之助手 |      |
| 江榮暉 | Peter    | 鼎瞻集團之職員 高宏瞻之下屬 負責助高宏瞻把公關顧問有限公司納入集團之部門 |      |
| 李啟傑 | 大 漢    | 鼎瞻集團之職員 高宏瞻、梁柏豪之下屬 恐嚇住在唐樓的關嘉康、婁少蘭一家三口 |      |
| 夏竹欣 | Amy      | 鼎瞻集團之職員 高宏瞻之秘書 |      |
| 尹詩沛 | 秘 書    | 鼎瞻集團之接待員（第10集） |      |
| 麥嘉倫 | Sam      | 丁冠峰之友 信易投資有限公司之職員 於第21集再為丁冠峰之同事 |      |

### U&I公關顧問有限公司
| 演員   | 角色   | 關係／暱稱 | 年齡 |
| 鍾志光 | Mike   | U&I之值班經理 關嘉樂之上司 為鼎瞻集團旗下瑩都豪宅的公關合作對象 U&I於第10集被鼎瞻集團收購                          |      |
| 鍾嘉欣 | 關嘉樂 | 阿樂、樂樂、嘉樂 2005—2010年為U&I之普通職員 職級及薪金十年如一，於第6集獲上司升職加薪 為U&I之高級職員 參見關家     | 25   |
| 周寶霖 | Daisy  | 關嘉樂之同事 U&I之職員 望轉職到鼎瞻集團之地產代理 起初曾誤會關嘉樂與高宏瞻有不尋常的關係而獻殷勤 於第5集向鄧總獻媚 |      |
| 賀文傑 | Hugo   | 關嘉樂之同事 U&I之職員                                                                                             |      |
| 黃澤鋒 | Ivan   | 關嘉樂之同事 U&I之職員                                                                                             |      |
| 潘冠霖 | Pat    | 關嘉樂之同事 U&I之職員                                                                                             |      |
| 陳嘉嘉 | 職 員  | 關嘉樂之同事 U&I之職員                                                                                             |      |

### 安翹裝修公司
| 演員   | 角色   | 關係／暱稱 | 年齡 |
| 苗僑偉 | 關嘉安 | 大佬安、關師傅、阿安 裝修工人、判頭 於第14集自資開設安翹裝修公司，榮升老闆 於第17集因不滿成為商場加租幫凶而把租約撕毀 參見關家 | 46   |
| 白 彪  | 丁 海  | 師傅 裝修判頭 因買下為賊贓的玻璃而連累關嘉安 參見丁家                                                                          | 60   |
| 梁烈唯 | 關嘉康 | 老二、關二哥 於第17集到安翹裝修公司上班 因私自給予優惠價惹來丁海等人不滿 參見關家                                              | 31   |
| 黃智雯 | 婁笑蘭 | 阿蘭、關二嫂 於第21集加入工作行列，協助找來數十萬生意                                                                          | 30   |
| 羅 莽  | 余英俊 | 中港通 裝修工人 關嘉安之同事 娶內地妻子                                                                                        |      |
| 鄭世豪 | 鮑火燊 | 火爆 裝修工人 關嘉安之同事 |      |

### 萬基銀行
| 演員   | 角色   | 關係／暱稱 | 年齡 |
| 黃子雄 | 楊忠偉 | Paul 銀行公司之高層 施朗翹、Annie、馬志遠、朱頌恩、馮達強、Cathy、欣欣、Amy之上司 關嘉安之情敵 對施朗翹再度展開追求 （於第10集出場） 於第25集借醉向施朗翹表白 於第30集被施朗翹拒愛 | 46   |
| 汪 琳  | Annie  | 施朗翹之友 曾為施朗翹之下屬，後升職 銀行公司之高級職員 於第20集因結婚而離職 | 30   |
| 郭羨妮 | 施朗翹 | 朗翹 2003年曾因沙士被銀行裁員 轉職家庭主婦 後再為銀行職員 楊忠偉之前女友 於第11集成為楊忠偉之下屬 於第20集晉升為高級職員，頂替Annie 參見關家                                       | 30   |
| 鄧永健 | 馬志遠 | 小馬 銀行公司之職員 楊忠偉之下屬 |      |
| 羅泳嫻 | 朱頌恩 | 小朱 銀行公司之職員 楊忠偉之下屬 |      |
| 陳榮峻 | 馮達強 | DK 銀行公司之職員 楊忠偉之下屬 |      |
| 林婉霞 | Cathy  | 銀行公司之職員 楊忠偉之下屬 |      |
| 謝珊珊 | 欣 欣  | 銀行公司之職員 楊忠偉之下屬 |      |
| 沈愛琳 | Amy    | 銀行公司之職員 楊忠偉之下屬 |      |

### 其他演員
| 演員   | 角色       | 關係／暱稱                                                                             |
| 駱應鈞 | 卓 生      | 超級富豪 Vincent之叔 有三名妻子                                                        |
| 余子明 | 梁 生      | 超級富豪                                                                               |
| 鄧英敏 | 倪 生      | 超級富豪                                                                               |
| 劉桂芳 | 柔 姐      | 高家之管家                                                                             |
| 鄭家生 | 超         | 高家之司機                                                                             |
| 區靄玲 | 卓 太      | 卓生之名門正娶的正室（第5、10、20集）                                                  |
| 溫裕紅 | 卓 太      | 卓生之二太太（第5、10、20集）                                                          |
| 孫慧雪 | 卓 太      | 卓生之三太太 已有一子（第5、10、20集）                                                 |
| 華忠男 | 判 頭      | 原為高宏瞻邀請之判頭，後被解僱                                                         |
| 高俊文 | 主 席      | （第2集）                                                                              |
| 周麗欣 | 店 員      | 名牌時裝店之店員（第2集）                                                              |
| 頌 誼  | 店 員      | 名牌時裝店之店員（第2集）                                                              |
| 李君妍 | 新聞記者   | 報道唐樓大火之新聞（第2集）                                                            |
| 陳珈穎 | 主 播      | 報道關嘉康在鼎贍集團門外示威的新聞（第2集）                                            |
| 葉 暐  | 高 層      | 經理（第2、5、23集）                                                                   |
| 卓 躒  | 高 層      | 經理（第2、5、23集）                                                                   |
| 沈可欣 | 高 層      | 經理（第2、5、23集）                                                                   |
| 趙樂賢 | 高 層      | 經理（第2、5、23集）                                                                   |
| 蔡曜力 | 酒 保      | （第2集）                                                                              |
| 林影紅 | 店 員      | （第3集）                                                                              |
| 潘宗揚 | 記 者      | （第3集）                                                                              |
| 馬詠恩 | 記 者      | （第3集）                                                                              |
| 關浩揚 | 記 者      | （第3集）                                                                              |
| 黃得生 | 記 者      | （第3集）                                                                              |
| 劉天龍 | 老 闆      | 關嘉康之友 臨時演員公司老闆（第3集）                                                   |
| 吳雲甫 | 警 員      | （第3集）                                                                              |
| 柯 嵐  | 警 員      | （第3集）                                                                              |
| 李鴻   | 華世佗     | 華副院長 因高宏瞻要求，為關嘉康治好腳骨斷裂（第3—4集）                                 |
| 陳宛蔚 | 張小姐     | 華世佗之助手（第3—4集）                                                                |
| 陳嘉碧 | 陳曉芳     | Kelly 阿俊前女友（第5集）                                                              |
| 邵卓堯 | 豪 客      | 地產客人 欲約會關嘉樂，後約會Daisy（第4集）                                            |
| 曾慧雲 | 陳師奶     | 王麗嬋之朋友 家住橫頭磡（第4集）                                                       |
| 蘇麗明 | 李師奶     | 王麗嬋之朋友 家住港島（第4集）                                                         |
| 陳念君 | 張師奶     | 王麗嬋之朋友（第4集）                                                                  |
| 許碧姬 | 錢太太     | 王麗嬋之邻居 （第4集）                                                                 |
| 江富強 | 工 友      | 裝修工人 關嘉安之同事（第4—5集）                                                       |
| 楊潮凱 | 工 友      | 裝修工人 關嘉安之同事（第4—5集）                                                       |
| 何婷恩 | 黃小姐     | June 女記者 於第5集訪問高宏瞻 獲高宏瞻贈送手錶賄賂 欲勾引高宏瞻（第5集）               |
| 菁 瑋  | Rachel     | 成輝地產經紀 成輝地產最高推銷員 勾引高宏瞻 高宏瞻之即興婚外情對象及性伴侶（第5集）     |
| 陳狄克 | 鄧 總      | 地產豪客（第5、12集）                                                                  |
| 陳建文 | 醫 生      | 急症室醫生 為關嘉安治療胃潰瘍的醫生（第6、8集）                                        |
| 李善恆 | 醫 生      | 皮膚科醫生 為關巧琳醫治疥瘡的醫生（第6集）                                             |
| 麥皓兒 | 女主播     | 電視台新聞報道員 報道九龍聖善心小學的學生因有機農莊旅行感染疥瘡傳染病之新聞（第6集）   |
| 葉婷芝 | 護 士      | 急症室護士（第6集）                                                                    |
| 楊英偉 | 大 判      | 鼎瞻集團翻新工程之大判 針對關嘉安（第7集）                                             |
| 魏惠文 | PM         | 鼎瞻集團翻新工程之承辦商經理 針對關嘉安（第7集）                                       |
| 陳志健 | Victor     | 鑽石王老五 對關嘉樂有好感 U&I之客戶 高宏瞻之情敵（第8集）                              |
| 謝卓言 | Roger      | （第8集）                                                                              |
| 蔡曜力 | 侍 應      | 酒吧裏招呼高宏瞻的侍應（第8集）                                                        |
| 王致迪 | 酒吧侍應   | 幫關嘉榮購買感冒藥丸（第9集）                                                          |
| 王德基 | 屋 主      | （第9集）                                                                              |
| 孫季卿 | 屋 主      | （第9、14集）                                                                          |
| 鄭家俊 | 外賣仔     | 薄餅店速遞員 代替被解僱的關嘉榮（第9集）                                               |
| 黎彼德 | 炳 伯      | 關嘉安、施朗翹租屋階段之鄰居（第10集） 於第30集襲擊高宏瞻，以玻璃瓶誤傷李蔓華          |
| 李 嘉  | Vincent    | 卓先生之姪 曾與高宏瞻爭相收購U&I（第10集）                                             |
| 曾健明 | 藥房老闆   | （第11集）                                                                             |
| 李興華 | 強         | 關嘉康之朋友（第11集）                                                                 |
| 林遠迎 | 會所經理   | 卜瓊、關嘉榮之上司（第11、15集）                                                       |
| 鄭詠謙 | 導 演      | 鼎瞻集團旗下「嘉楠道10號」之廣告導演（第11集）                                         |
| 岑潔儀 | GiGi       | 欲在酒吧勾引高宏瞻，被拒絕（第11集）                                                   |
| 翟威廉 | Randy      | 韓國歌手 亞洲巨星 影射Rain 關嘉樂之偶像 由高宏瞻邀請拍攝旗下公關宣傳廣告（第11、12集） |
| 楊智朗 | 維修工人   | （第12集）                                                                             |
| 司徒暉 | 維修工人   | （第12集）                                                                             |
| 顏桂洲 | 青 年      | （第12集）                                                                             |
| 魏焌皓 | 青 年      | （第12集）                                                                             |
| 方紹聰 | 伙 計      | （第12集）                                                                             |
| 朱敏瀚 | 章仁炳     | 香港中文大學之學生 高采貽之同學 欲追求高采貽 琥珀集團之家族成員（第12、22集）          |
| 陳偉洪 | 大學同學   | 香港中文大學之學生 章仁炳、高采貽之同學（第12、22集）                                  |
| 陳偉洪 | 教 練      | 健康美容中心之職業治療師（第13集）                                                     |
| 羅天宇 | 大學同學   | 香港中文大學之學生 章仁炳、高采貽之同學（第12集）                                      |
| 冼灝英 | 陳 信      | 騙徒 信到工廠之職員 電子零件多晶硅之貨主 詐騙關嘉康四十萬（第12集） 於第13集逃之夭夭   |
| 王維德 | 余老闆     | 八爪余 關嘉康之友 助關嘉康與歐洲客戶進行小生意交易（第12集）                           |
| 陳亭嘉 | 職 員      | （第13集）                                                                             |
| 李偉健 | CID        | 南丫島追查逃走的丁冠峰和關嘉樂（第14集）                                               |
| 鄺佐輝 | 黃 生      | 關嘉安新屋之業主 後賠償租金給關嘉安（第15集）                                          |
| 祝文君 | 黃 太      | （第16集）                                                                             |
| 姚浩政 | 地產經紀   | 負責關嘉安新屋之合約（第15集）                                                         |
| 侯建民 | 同 事      | 卜瓊、關嘉榮之同事（第15集）                                                           |
| 江梓瑋 | 送貨員     | （第15集）                                                                             |
| 黎桐康 | 律師樓職員 | 白葉李律師行之職員 受黃太太所託發出律師信申請禁制令 回收關嘉安之新居（第15集）         |
| 馬貫東 | 送貨工人   | J & K現代傢俬有限公司之職員 為關嘉安搬運傢俬（第15集）                                 |
| 湯俊明 | 送貨工人   | J & K現代傢俬有限公司之職員 為關嘉安搬運傢俬（第15集）                                 |
| 日 伽  | 店 員      | （第16集）                                                                             |
| 鍾鈺精 | 護 士      | 私家醫院之護士（第16集）                                                               |
| 尹詩沛 | 護 士      | 私家醫院之護士（第16集）                                                               |
| 李忠希 | 登記官     | 登記關嘉榮與卜瓊的婚禮（第16集）                                                       |
| 招石文 | 神 父      | 獲關嘉樂訴苦（第16集）                                                                 |
| 江欣庭 | 老闆娘     | 婚紗店店員（第17集）                                                                   |
| 傅劍虹 | 保安員     | 示範單位保安員（第17集）                                                               |
| 黃煒溏 | 周先生     | 安翹裝修公司顧客（第17集）                                                             |
| 黃梓瑋 | 師 奶      | （第17集）                                                                             |
| 魏焌皓 | 酒店職員   | （第17, 18集）                                                                         |
| 張韋怡 | 銷售員     | 示範單位銷售員（第17集）                                                               |
| 李岡龍 | 區議員     | （第17集）                                                                             |
| 何偉業 | 客 戶      | （第17集）                                                                             |
| 呂 熙  | 客 戶      | （第17集）                                                                             |
| 梁珈詠 | 店 員      | 婚紗店店員（第17集）                                                                   |
| 何俊軒 | 男 友      | 要求丁冠峰就撞到其女友一事道歉 拳打丁冠峰（第18集）                                    |
| 吳幸美 | 女 友      | 被丁冠峰撞到（第18集）                                                                 |
| 何遠東 | 客 人      | （第18集）                                                                             |
| 何慶輝 | Edwin      | （第20集）                                                                             |
| 馬詠恩 | Lily       | （第21集）                                                                             |
| 蕭凱欣 | 侍 應      | （第21集）                                                                             |
| 黃鳳   | 師 奶      | （第21集）                                                                             |
| 趙希洛 | 珠寶店店員 | （第22集）                                                                             |
| 劉秉賓 | 漆油店店員 | （第22集）                                                                             |
| 黃耀煌 | 警 察      | （第22、23集）                                                                         |
| 吳雲甫 | 警 察      | （第22、23集）                                                                         |
| 楊瑞麟 | 鮑律師     | （第23集）                                                                             |
| 傅千盈 |            | 鮑律師之秘書（第23集）                                                                 |
| 梁健平 | Ben        | （第24集）                                                                             |
| 王俊棠 | 黑社會大佬 | （第24集）                                                                             |
| 黎柏倫 | 地產經紀   | （第25集）                                                                             |
| 范彩兒 | 護 士      | （第26集）                                                                             |
| 彭比得 | 李醫生     | 李蔓華之婦產科醫生 （第26集）                                                          |
| 李海生 | 周老闆     | （第27集）                                                                             |
| 蘇恩磁 |            |                                                                                        |
| 朱婉儀 | 主 任      | （第27集）                                                                             |

## 每集製作人員
| 集數 | 編劇           | 編導   |
| 01   | 陳 琪          | 文偉鴻 |
| 02   | 伍立光         | 文偉鴻 |
| 03   | 曾保華         | 文偉鴻 |
| 04   | 關皓月         | 鍾國強 |
| 05   | 湯健萍         | 鍾國強 |
| 06   | 曾保華         | 鍾國強 |
| 07   | 伍立光         | 黎繼明 |
| 08   | 陳 琪          | 黎繼明 |
| 09   | 黃秉怡         | 黎繼明 |
| 10   | 關皓月         | 郭偉星 |
| 11   | 湯健萍         | 郭偉星 |
| 12   | 曾保華         | 郭偉星 |
| 13   | 伍立光         | 李健和 |
| 14   | 陳 琪          | 李健和 |
| 15   | 黃秉怡         | 李健和 |
| 16   | 關皓月         | 文偉鴻 |
| 17   | 湯健萍         | 文偉鴻 |
| 18   | 伍立光         | 文偉鴻 |
| 19   | 曾保華         | 黎繼明 |
| 20   | 陳 琪          | 黎繼明 |
| 21   | 黃秉怡         | 黎繼明 |
| 22   | 湯健萍         | 郭偉星 |
| 23   | 伍立光         | 郭偉星 |
| 24   | 陳 琪          | 郭偉星 |
| 25   | 黃秉怡         | 李健和 |
| 26   | 湯健萍         | 李健和 |
| 27   | 陳 琪、黃秉怡  | 李健和 |
| 28   | 陳 琪、孫浩浩  | 鍾國強 |
| 29   | 湯健萍、黃秉怡 | 鍾國強 |
| 30   | 湯健萍、黃秉怡 | 鍾國強 |

## 收視
以下為本劇於香港無綫電視翡翠台、高清翡翠台之收視紀錄： 
| 週次 | 集數  | 日期                  | 平均收視 | 最高收視 | 百分比 |
| 1    | 01—04 | 2012年1月3日—1月6日   | 27點     | 31點     |        |
| 2    | 05—09 | 2012年1月9日—1月13日  | 27點     | 33點     |        |
| 3    | 10—14 | 2012年1月16日—1月20日 | 26點     |          |        |
| 4    | 15—18 | 2012年1月24日—1月27日 | 26點     | 30點     |        |
| 5    | 19—23 | 2012年1月30日—2月3日  | 29點     | 33點     |        |
| 6    | 24—28 | 2012年2月6日—2月10日  | 30點     |          |        |
| 6    | 29—30 | 2012年2月12日         | 36點     | 40點*    |        |

- 第8集其中一幕最高收視錄得36點。
- 年初四（即1月26日）播映的第17集平均收視上升錄得29點。
- 《缺宅男女》周日播映兩小時大結局，平均收36點，最高收視達40點*，為無線電視在2012年第一季第2部突破40點收視的劇集

## 獎項

### 萬千星輝頒獎典禮2012
| 獎項           | 單位     | 結果             |
| -------------- | -------- | ---------------- |
| 最佳劇集       | 缺宅男女 | 提名             |
| 最佳男配角     | 梁烈唯   | 提名             |
| 最佳女配角     | 黃智雯   | 提名（最後兩強） |
| 飛躍進步男藝員 | 梁烈唯   | 獲獎             |
| 飛躍進步男藝員 | 羅仲謙   | 提名             |
| 飛躍進步女藝員 | 黃智雯   | 獲獎             |

## 爭議

### 被指抄襲中國內地電視劇
由於中國內地電視劇《蝸居》備受關注，無線電視也有意拍攝一部以香港置業安居為題材的電視劇。但當時《女人最痛》和《談情說案》相繼被指抄襲，無綫再被指抄襲內地熱爆劇《蝸居》，因此拍攝初期一直被指與《蝸居》雷同，並被稱為「港版蝸居」。。

## 記事
- 2010年9月20日：此劇於12:30在將軍澳電視廣播城一廠灰位舉行試造型記者會。[10]
- 2010年10月14日：此劇於15:00在將軍澳電視廣播城十五廠舉行開廠拜神儀式。[11]
- 2010年10月20日：苗僑偉與鍾嘉欣拍攝外景。[12]
- 2010年10月29日：苗僑偉與吳卓羲於太子拍攝外景。[13]
- 2010年11月9日：鍾嘉欣與吳卓羲於中環拍攝外景。
- 2010年11月16日：鍾嘉欣、謝天華與吳卓羲與鍾嘉欣進行外景拍攝工作。
- 2010年11月26日：鍾嘉欣與郭羨妮於旺角拍攝外景。[14][15]
- 2010年11月27日：鍾嘉欣與吳卓羲於尖沙咀拍攝外景。[16]
- 2010年11月29日：鍾嘉欣、吳卓羲與鍾嘉欣於中環拍攝外景。
- 2010年12月3日：鍾嘉欣、謝天華與吳卓羲於油塘進行外景拍攝。[17][18]
- 2010年12月14日：謝天華與滕麗名於西貢拍攝外景。[19]
- 2010年12月22日：苗僑偉與梁烈唯於九龍城拍攝外景。[20][21]
- 2011年1月6日：鍾嘉欣與賈曉晨於將軍澳工業區拍攝外景。[22]
- 2011年1月6日：吳卓羲進行街景拍攝。[23]
- 2011年1月9日：鍾嘉欣與謝天華於晚上在西貢「園藝農場」拍攝外景。[24]
- 2011年1月13日：鍾嘉欣與吳卓羲進行街景拍攝。[25]
- 2011年1月21日：鍾嘉欣與吳卓羲於中環SOHO區拍攝外景。[26]
- 2011年10月19日：鍾嘉欣與吳卓羲為本劇主題歌曲進行錄音工作。
- 2011年11月7日：此劇定於2012年1月3日於無綫電視台播映。[27]
- 2011年11月：此劇於巡禮及拍攝期間原名為《抉宅男女》，是以抉擇的諧音命名，意思是為了住房子而作出決定；後來無綫高層在啟播前易名為《缺宅男女》，意思變為是欠缺房子居住。
- 2011年12月30日：此劇於12:30在尖沙咀The One舉行《缺宅男女》之「星級家居 即日入伙」宣傳活動。
- 2012年1月18日：《柏賽羅奶粉特約:缺宅男女》演員於14:00在將軍澳電視廣播城接受 《今日VIP》訪問探班。
- 2012年1月21日：此劇於14:00在將軍澳新都城中心 2 期中庭舉行《柏賽羅奶粉特約: 缺宅男女》 之 「歲晚搲銀過肥年」宣傳活動。
- 2012年1月23日：由於播映《2012國泰航空新春國際匯演之夜》及《金龍獻瑞耀保良》，本劇暫停播映。
- 2012年2月5日：此劇於11:30在林村許願廣場舉行《柏賽羅奶粉特約: 缺宅男女》之「愛的決『擲』」宣傳活動。[28]
- 2012年2月12日：此劇於周日在21:00至23:00播映兩小時大結局。

## 觀眾迴響
此劇播出一星期反應不俗。後來無綫對外公佈收視，卻只公開了本劇的平均收視，忽視其最高收視。
演員苗僑偉也於農曆年初三的訪問中卻轟無線電視的節目安排失當，並且表示一直很懷疑現在的收視調查。他坦言不滿新劇《缺宅男女》被安排在農曆新年的「炮灰檔」出街，不單被放倉底一年，竟被安排新春時間播映，收視必死無疑。導致收視一直徘徊於27點，加上《缺》劇並非喜劇，內容寫實兼悲涼，極不適合在普天同慶的節日推出。由於此劇受新年假期影響，第三周平均收視只有26點，無綫接獲三宗投訴，指內容悲慘、哭泣場面不適合農曆新年播放。
此劇引起不少茶餘飯後的話題，也最先讓飾演潑婦婁少蘭一角的黃智雯上位，她在劇中一幕被梁烈唯掌摑的戲份更獲群眾一致叫好。其後，謝天華為鍾嘉欣啜手指的一幕戲也引起頗大迴響，但兩人在劇中的不倫婚外戀情卻遭觀眾投訴教壞小朋友。另外苗僑偉飾演的關嘉安在第18集向飾演地產商的謝天華大罵粗話，引起不少群眾叫好，但被部分觀眾投訴不宜在電視播出，無綫方面則表示播出前已有專責部門審查對白，以往也有同類對白曾出現過。
劇集發展至中期，謝天華、鍾嘉欣、吳卓羲、滕麗名及賈曉晨的複雜多角戀引人入勝，劇情高潮迭起，於年初四播映的第17集，平均收視更達升至29點，約逾185萬觀眾觀看，收視與口碑同樣不俗。在第18集，劇情講述吳卓羲揭發未婚妻鍾嘉欣與有婦之夫謝天華為錢發生不倫關係後，他崩潰地大叫分手，兩人在碼頭又喊又叫。
此外，劇情最受關注的是鍾嘉欣、謝天華、吳卓羲、滕麗名及賈曉晨及眾人最後情歸何處。報道分析第一個結局是吳卓羲飾演的丁冠峰最終是介意鍾嘉欣飾演的關嘉樂與謝天華飾演的高宏瞻的一段情，拒絕與曾背叛他的鍾嘉欣復合，最後情歸賈曉晨，鍾嘉欣與舊愛復合無望，下場孤寂。第二個結局則是吳卓羲飾演的丁冠峰原諒了鍾嘉欣飾演的關嘉樂，但她不能原諒自己，拒絕與對方復合。網民對鍾嘉欣劇中飾演的關嘉樂的遭遇寄予同情，但綜觀網民都偏向同情鍾嘉欣飾演的關嘉樂，大多希望吳卓羲最後能情歸關嘉樂。監制張乾文只表示結局會出人意表，不透露會否拍攝另一版本。
劇情到了接近尾聲時，女主角鍾嘉欣的演技獲很多觀眾讚賞，「關嘉樂」一角亦獲得極大迴響，其角色背叛吳卓羲飾演的「丁冠峰」的感情，移情於謝天華飾演的「高宏瞻」。在第25集，鍾嘉欣因醉後主動勾引謝天華而再次發生關係，翌日鍾嘉欣不穿褲子吃早餐及謝天華的對白等性暗示再度受到注目。廣管局卻接獲兩宗投訴，指不滿婚外情片段及劇中過多激情床戲。網民看得肉緊，對此角色的罵聲此起彼落，直指「港女」關嘉樂裝可憐及博同情，也指其淫蕩、貪圖金錢、說謊，不應有好下場，丁冠峰不應原諒她及與她復合，她應孤獨一人，此角色也因紅杏出牆而被封為「世紀賤女」。鍾嘉欣這次破格飾演小三和負心女角色，則與早前陳豪因《點解阿Sir係阿Sir》的負心男角色被封「世紀賤男」的情況相近。
最後一週的平均收視不跌反升至30點，大結局收視獲平均36點（約231萬），最高更達40點收視（約256萬）。結局雖然高收，有投訴則指不滿鍾嘉欣飾演的關嘉樂最後能自由選擇情歸何處，可以選擇去外國讀書，監製張乾文解釋此角色最終一個人已很慘情。而廣管局亦接獲11宗投訴，指《缺宅男女》將婚外情歪曲為報恩，不符合道德標準。另外，有觀眾認為大佬安（苗僑偉飾）患暴盲症，被流氓用木棍一扑竟然痊癒，「關二嫂」的勢力也惹來質疑，流氓來勢洶洶要收地，單是她一句說話已搞妥地主，也不合常理。

## 電視節目的變遷
| 結·分@謊情式 2011年10月31日－ |                                                               |                                                               |                                                               |                                   |
| 我的如意狼君 —1月2日          | 換樂無窮 1月3日－1月29日                                      | 換樂無窮 1月3日－1月29日                                      | 換樂無窮 1月3日－1月29日                                      | 4 in Love 1月30日－               |
| 上一套： 天與地 －1月1日      | 翡翠台／高清翡翠台第三綫劇集（2012） 缺宅男女 1月3日－2月12日 | 翡翠台／高清翡翠台第三綫劇集（2012） 缺宅男女 1月3日－2月12日 | 翡翠台／高清翡翠台第三綫劇集（2012） 缺宅男女 1月3日－2月12日 | 下一套： On Call 36小時 2月13日－ |

| 香港無綫電視翡翠台 中午劇集時段 · 11月10日至12月21日 星期一至五11:45-12:40 | 香港無綫電視翡翠台 中午劇集時段 · 11月10日至12月21日 星期一至五11:45-12:40 | 香港無綫電視翡翠台 中午劇集時段 · 11月10日至12月21日 星期一至五11:45-12:40 |
| -------------------------------------------------------------------------- | -------------------------------------------------------------------------- | -------------------------------------------------------------------------- |
|                                                                            | 缺宅男女 （2016.11.10 - 2016.12.21）                                       |                                                                            |
| 回到三國 （2016.10.03 - 2016.11.09）                                       | 以和為貴 (2016.12.22- 2017.01.24)                                          |                                                                            |

| 香港 無綫電視翡翠台下午劇集時段 星期一至五 14:45－15:45 | 香港 無綫電視翡翠台下午劇集時段 星期一至五 14:45－15:45 | 香港 無綫電視翡翠台下午劇集時段 星期一至五 14:45－15:45 |
| ------------------------------------------------------- | ------------------------------------------------------- | ------------------------------------------------------- |
|                                                         | 缺宅男女 （2023年4月3日－2023年5月12日）                |                                                         |
| 那些我愛過的人 （2023年2月27日－2023年3月31日）         | 荃加福祿壽探案 （2023年5月15日－2023年6月9日）          |                                                         |

| 馬來西亞 Astro On Demand劇集首映 21:30 — 22:15 時段 | 馬來西亞 Astro On Demand劇集首映 21:30 — 22:15 時段 | 馬來西亞 Astro On Demand劇集首映 21:30 — 22:15 時段 |
| --------------------------------------------------- | --------------------------------------------------- | --------------------------------------------------- |
|                                                     | 缺宅男女 （2012.01.03 — 2012.02.10）                |                                                     |
| 天與地 （2011.11.21 — 2012.01.01）                  | On Call 36小時 （2012.02.13 — 2012.03.16）          |                                                     |

| 澳洲 TVBJ 20:30 — 21:30 時段       | 澳洲 TVBJ 20:30 — 21:30 時段     | 澳洲 TVBJ 20:30 — 21:30 時段 |
| ---------------------------------- | -------------------------------- | ---------------------------- |
|                                    | 缺宅男女 （2012.01.09 — ）       |                              |
| 天與地 （2011.11.28 — 2012.01.06） | On Call 36小時 （2012.02.20 — ） |                              |

| 美國 翡翠1台 17:20—18:35 時段 (西岸時間) | 美國 翡翠1台 17:20—18:35 時段 (西岸時間) | 美國 翡翠1台 17:20—18:35 時段 (西岸時間) |
| ---------------------------------------- | ---------------------------------------- | ---------------------------------------- |
|                                          | 缺宅男女 （2012.01.03 — 2012.02.12）     |                                          |
| 天與地 （2011.11.21 — 2012.01.01）       | On Call 36小時 （2012.02.13 — ）         |                                          |

| 台灣 衛視中文台 週一至五21:00—22:00       | 台灣 衛視中文台 週一至五21:00—22:00  | 台灣 衛視中文台 週一至五21:00—22:00 |
| ----------------------------------------- | ------------------------------------ | ----------------------------------- |
|                                           | 缺宅男女 （2012.06.25 — 2012.08.03） |                                     |
| 一袋女王(重播) （2012.04.23 - 2012.06.22) | 怒火街頭 （2012.08.06 — 2012.08.31） |                                     |

| 星和娱家戏剧台 劇集首映 星期一至五 21:00—22:00 時段 | 星和娱家戏剧台 劇集首映 星期一至五 21:00—22:00 時段 | 星和娱家戏剧台 劇集首映 星期一至五 21:00—22:00 時段 |
| --------------------------------------------------- | --------------------------------------------------- | --------------------------------------------------- |
|                                                     | 缺宅男女 （2012.07.23 — 2012.08.31）PG              |                                                     |
| 天與地 （2012.06.11 — 2012.07.20）                  | On Call 36小時 （2012.09.03 — 2012.10.05）          |                                                     |

| 馬來西亞 Astro 华丽台 星期一至五 20:00—21:00 時段 | 馬來西亞 Astro 华丽台 星期一至五 20:00—21:00 時段 | 馬來西亞 Astro 华丽台 星期一至五 20:00—21:00 時段 |
| ------------------------------------------------- | ------------------------------------------------- | ------------------------------------------------- |
|                                                   | 缺宅男女 （2012.09.24 — 2012.11.02）              |                                                   |
| 真相 （2012.08.20 — 2012.09.21）                  | 荃加福祿壽探案 （2012.11.05 — 2012.12.03）        |                                                   |

| 八度空间 星期一至五 19:00—20:00 時段 | 八度空间 星期一至五 19:00—20:00 時段   | 八度空间 星期一至五 19:00—20:00 時段 |
| ------------------------------------ | -------------------------------------- | ------------------------------------ |
|                                      | 缺宅男女 （2014.01.15 - 2014.02.27）   |                                      |
| 紫禁驚雷 （2013.12.10 - 2014.01.14） | 怒火街頭II （2014.02.28 - 2014.03.28） |                                      |

| 新加坡 新传媒8频道 星期一至五 19:00 - 20:00 | 新加坡 新传媒8频道 星期一至五 19:00 - 20:00 | 新加坡 新传媒8频道 星期一至五 19:00 - 20:00 |
| ------------------------------------------- | ------------------------------------------- | ------------------------------------------- |
|                                             | 缺宅男女 （2014.03.14 - 2014.04.24）        |                                             |
| 活佛济公3 （2013.11.28 - 2014.03.13）       | 日落洞 （2014.04.25 - 2014.06.05）          |                                             |

| 香港、 马来西亚 千禧经典台 星期六 10:15-12:00（香港时间） · 10:19-12:04（马来西亚时间）（两集连播） · 4月22日及8月5日仅播映一集 | 香港、 马来西亚 千禧经典台 星期六 10:15-12:00（香港时间） · 10:19-12:04（马来西亚时间）（两集连播） · 4月22日及8月5日仅播映一集 | 香港、 马来西亚 千禧经典台 星期六 10:15-12:00（香港时间） · 10:19-12:04（马来西亚时间）（两集连播） · 4月22日及8月5日仅播映一集 |
| --- | --- | --- |
| | 缺宅男女 （2023年4月22日 - 2023年8月5日）                                                                                       | |
| 恋爱季节 （2023年2月11日 - 2023年4月22日）                                                                                      | 殭 （2023年8月5日 - 2023年11月25日）                                                                                            | |